# Podoleanî, Hoșcea
Podoleanî (în ucraineană Подоляни) este un sat în comuna Horbakiv din raionul Hoșcea, regiunea Rivne, Ucraina.

## Demografie
Componența lingvistică a localității Podoleanî
     Ucraineană (100%)
Conform recensământului din 2001, toată populația localității Podoleanî era vorbitoare de ucraineană (100%).